# 包庭政
包庭政（1991年1月18日—），台灣青少年高尔夫球选手，台灣藝人包偉銘之子，北宋名臣包拯第34世孫。祖籍中國浙江宁波，生于台北。臺北縣私立醒吾高級中學畢業，輔仁大學體育學系畢業。

## 參賽
- 2007年6月，新加坡青少年高球锦标赛，第十四名。[3]
- 2009年5月，中华高协九十八年全国宏眲高尔夫（春季）排名赛。